# Anneta Politi

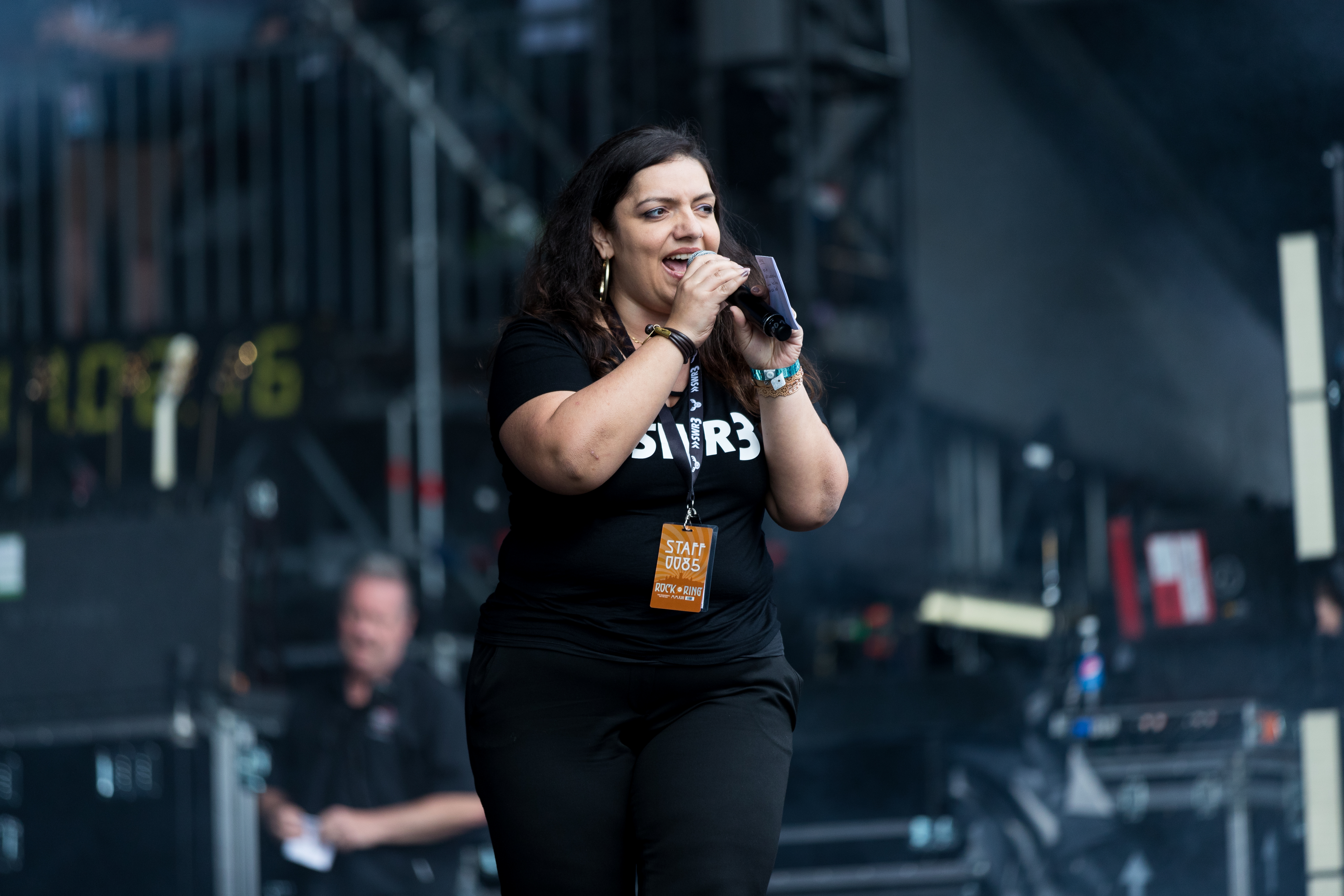
Anneta Politi, 2017

Anneta Politi (* 22. März 1977 in Waiblingen) ist eine deutsche Radiomoderatorin.

## Beruf

### Radio
Direkt nach dem Abitur 1996 machte sie ihr Volontariat bei einem Stuttgarter Privatsender. Danach kam sie im Juli 1998 vor der Fusion der Popwellen von SWF und SDR zu SWR3. Sie begann als Reporterin im Studio Stuttgart; ab 1999 moderierte sie verschiedene Sendungen auf SWR3 aus Baden-Baden. 2002/03 war sie Miss Holiday bei SWR3 und schickte Hörer mit Elch und Weg auf Reisen. Seit Juli 2004 moderiert sie die SWR3-Morningshow, im Zwei-Wochen-Rhythmus. Sie moderiert verschiedene Sendungen auf SWR 3. Darunter Fit die Frühshow am Wochenende, "Playlist" am Samstagabend und regelmäßig die ARD-Popnacht, die deutschlandweit zu hören ist.
In der Comedyserie Jogis Jungs sprach sie den Vorspann, in Nix verstehen in Athen spielte sie die Tochter Retsina, mit dem bekannten Spruch "Ja Papa?" "Is gut Papa".
Außerdem moderierte sie zahlreiche Open Airs und Veranstaltungen von SWR3, unter anderem die Volcano Stage bei Rock am Ring, die Hautnahkonzerte mit Bon Jovi und Coldplay, das Seefest am Max-Eyth-See in Stuttgart, das Rheinland-Pfalz Open Air in Mainz, das Campus Festival in Konstanz, die Stuttgarter Sternstunden, Fashion and Music in Metzingen sowie das Vorprogramm des Jugendvigils in Freiburg anlässlich des Papstbesuchs im September 2011. Sie moderierte auch die SWR 3 Weihnachtskonzerte mit Mark Forster, Rea Garvey und Michael Patrick Kelly. 
Seit 2010 moderiert sie das SWR 3 New Pop Festival. Bei dem Festival, das jährlich stattfindet, treten Newcomer aus dem In und Ausland auf. Viele Stars wie, Ed Sheeran, Bruno Mars oder auch Dua Lipa spielten auf dem SWR 3 New Pop Festival, bevor sie international bekannt wurden.

### Sprechertätigkeit
Seit 2010 spricht sie die Haltestellenansagen im Bereich des Karlsruher Verkehrsverbunds und löste damit Dorothee Roth ab. Als Sprecherin hat sie für Stella Bettermann das Hörbuch Ich trink Ouzo, was trinkst du so vertont. 2005 sprach sie die Version von Lazyboy Facts of Life auf Deutsch ein.

### Fernsehen
Mit Holger Wienpahl moderierte sie 2008 für das SWR Fernsehen die Live-Sendung Strandparty aus Mainz.

### Podcast
Von Mai 2020 bis Dezember 2022 produzierte sie gemeinsam mit der deutschen Bloggerin Monja Kartusch den „Mama-Podcast“ Lebenslänglich, ein Angebot des Südwestrundfunks.

## Privates
Politi ist die Tochter griechischer Eltern und wuchs in Bietigheim-Bissingen auf.